# 마쓰다이라 지카나가 (마쓰다이라 향 마쓰다이라가)
마쓰다이라 지카나가(일본어: 松平親長, ? ~ 1564년)는 센고쿠 시대에 활약한 무장으로, 마쓰다이라 향 마쓰다이라 가의 6대 당주 마쓰다이라 노부요시의 2남이다. 아버지와 형이 아즈키자카 전투(小豆坂の戦い)에서 전사했기 때문에 가독을 이어 7대 당주가 된다.
| 전임 마쓰다이라 노부요시 | 제7대 마쓰다이라 향 마쓰다이라 가 당주 1542년 ~ 1564년 | 후임 마쓰다이라 요시시게 |